# Nuno Tristão
Nuno Tristão (? — costa de África, 1446?) fue un navegante portugués del siglo XV, explorador y mercader de esclavos, activo en la costa atlántica del África Occidental en la década de los años 1440. Tradicionalmente se pensaba que había sido el primer europeo que habría legado al territorio de la actual Guinea-Bisáu (aunque los historiadores más recientes creen que no habría ido más allá del río Gambia), dando inicio a una relación, primero esclavista, luego comercial y finalmente colonial, entre los portugueses y los pueblos de esa región que se prolongaría hasta 1974.

## Primer viaje (1441)
Nuno Tristão era un caballero de la casa de Enrique el Navegante. En 1441, Tristão fue enviado por Enrique en una de los primeros prototipos de carabela equipadas con vela latina para explorar la costa del África Occidental más allá del cabo Barbas, el punto más lejano alcanzado por último capitán de Enrique cinco años antes (Afonso Gonçalves Baldaia, en 1436). Alrededor de Rio de Oro, Tristão se reunió con el barco de Antão Gonçalves, que había sido enviado en una misión separada por Enrique ese mismo año para cazar focas monje que se sumergian en esas costas. Pero Gonçalves había capturado a un joven camellero solitario, el primer nativo que encontraron los portugueses desde que se iniciaron las expediciones en la década de 1420. Nuno Tristão, que llevaba a bordo de uno de los siervos moriscos de Enrique para actuar como intérprete, interrogó al camellero cautivo . Tristão y Gonçalves, con sus indicaciones, se dirigieron a un pequeño campamento de pesca cercano de bereberes sanhaja. Los portugueses atacaron a los pescadores, tomando algunos cautivos, los diez primeros esclavos africanos apresados por los portugueses que llevaron de regreso a Europa. Gonçalves volvió a Portugal inmediatamente después de la redada de esclavos, pero Nuno Tristão continuó hacia el sur, llegando hasta el cabo Blanco (Cabo Branco), antes de volver.

### Segundo viaje (1443)
En 1443, Nuno Tristão fue nuevamente enviado por Enrique y navegó más allá del cabo Blanco hasta llegar a la bahía de Arguin. En la isla de Arguin, Tristão encontró un pueblo bereberes sanhaja, el primer asentamiento permanente visto por los capitanes de Enrique en la costa de África Occidental. Tristão inmediatamente les atacó, tomando unos catorce aldeanos cautivos y regresó a Portugal con ellos. El informe de Tristão de lo fácil y rentable que eran las redadas esclavistas en los bancos de Arguin provocó que numerosos comerciantes y aventureros portugueses solicitasen a Enrique una licencia de comercio de esclavos. Entre 1444 y 1446 varias decenas de barcos portugueses partieron en incursiones esclavistas en las zonas alrededor de la bahía de Arguin.

### Tercer viaje (1445 o 1444)
Como los asentamientos de pesca alrededor de los bancos de Arguin fueron devastados rápidamente por los cazadores de esclavos portugueses, en 1445 (o posiblemente 1444), Nuno Tristão fue enviado por Enrique para proseguir más al sur y buscar nuevos territorios para hacer más redadas. Tristão llegó al sur hasta las fronteras del moderno Senegal, donde finaliza el desierto del Sahara y comienza el bosque, y donde cambia la población costera de los 'aceitunos' bereberes sanhaja a los 'negros' wolof. Se cree que Tristão podría haber llegado hasta la Ponta da Berberia (lengua de Berberia), justo antes de la entrada del río Senegal. El mal tiempo le impidió entrar en el río o desembarcar allí, así que zarpó de regreso. De camino a casa, Tristão se detuvo en los bancos de Arguin y tomó otros 21 bereberes cautivos.
Nuno Tristão llegó a Portugal declarando que por fin había descubierto una tierra que, en contraste con las regiones desérticas al norte, era rica en palmeras y otros árboles, y en la que los campos parecían fértiles —el África subsahariana— que llamó Terra dos Guineus [tierra de los Guineos, o simplemente Guinea). Los cazadores de esclavos portugueses de inmediato descendieron por la costa senegalesa, pero encontraron a los nativos alerta y mejor armados en esa costa, y las redadas de esclavos ya no fueron ni tan fáciles ni tan rentables como esperaban.

### Cuarto viaje (1446 o 1447)

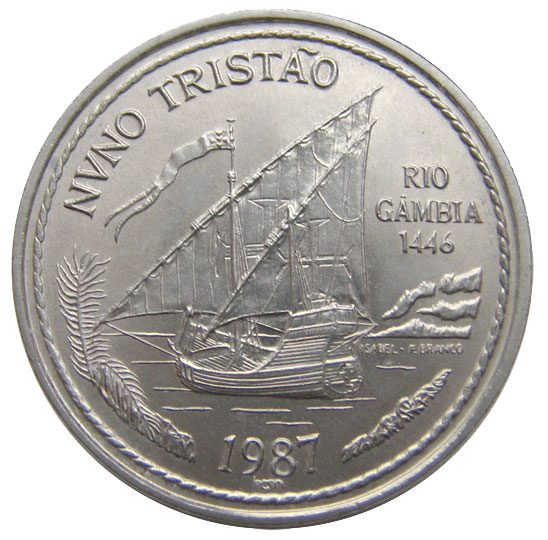
Moneda de un escudo portugués de 1987 que representa el viaje de Nuno Tristão al río Gambia (sic) en 1446

En 1446 (o quizás 1445 o 1447, la fecha es incierta), Nuno Tristão emprendió su cuarto (y último) viaje por la costa del África Occidental. En algún lugar al sur del cabo Verde, Tristão cruzó la boca de un gran río. Tristão tomó 22 marineros con él en un bote río arriba, para buscar un asentamiento que atacar. Pero el bote fue emboscado por trece canoas nativas con unos 80 hombres armados. Rodeado rápidamente, Nuno Tristão, junto con la mayor parte de su tripulación, murió en el acto por las flechas envenenadas que les arrojaron (dos podrían haber escapado). La carabela de Tristão, reducida a una tripulación compuesta por el escribano Aires Tinoco y cuatro grumetes, zarpó inmediatamente de regreso a Portugal. (Sin embargo, el relato de Diogo Gomes difiere aquí; afirma que la carabela nunca se hizo a la mar de nuevo y que las canoas nativas la dominaron y se apoderaron de ella, arrastrándola río arriba y desmantelándola).
No está claro hasta qué punto navegó realmente Nuno Tristão y donde murió. Hasta la década de 1940, la tradición portuguesa afirmaba que Tristão había muerto en Rio do Nuno (el moderno río Núñez, en la Guinea actual), o que habría caído poco antes de ahí, y que fallecería en Rio Grande (el río Geba, en Guinea-Bissau). En consecuencia, Nuno Tristão fue acreditado tradicionalmente como el descubridor de la Guinea Portuguesa (moderna Guinea-Bissau), e incluso se decía que había sido el primer europeo en pisar la masa de tierra de lo que hoy es la moderna ciudad de Bissau. Si fuera verdad, entonces el último viaje de Nuno Tristão hubiera sido un enorme salto más allá del anterior hito portugués (el Cabo dos Mastos, hoy cabo Naze, en Senegal).
Sin embargo, los historiadores modernos, basándose en las mejores evidencias (incluyendo los relatos de Diogo Gomes y Alvise Cadamosto), han generalmente desestimado esta reclamación y ahora hay un acuerdo general en que Nuno Tristão solamente habría llegado hasta el delta Sine-Saloum, todavía en Senegal, sólo algunas millas al sur del cabo de Palos (cabo Naze) o, en la estimación más generosa, hasta el río Gambia. Exactamente dónde ha sido objeto de debate. En su cuidadosa investigación, el historiador Teixeira da Mota llegó a la conclusión de que Nuno Tristão primero atacó el río Saloum (Rio de Barbacins, 13°57′47″N 16°45′10″O / 13.96306, -16.75278) y luego envió su bote aguas arriba por río Diombos (Rio de Lago, 13°47′57″N 16°36′19″O / 13.79917, -16.60528), cuya orilla meridional era controlada por el rey mandinga conocido como Niumimansa, de los Niumi Bato. Fueron éstos mandingas (o Mandikized) los guerreros que emboscaron y mataron a Nuno Tristão. Otros estudiosos atribuyen el asesinato de los portugueses esclavistas a los serer de Senegambia. Este es el consenso general.
La muerte de Nuno Tristão, el capitán favorito de Enrique, fue el principio del fin de esta ola de expediciones del príncipe. Otro conjunto de naves todavía saldría el año siguiente, pero dado que también tuvieron significativas bajas, las expediciones portuguesas fueron suspendidos temporalmente. Enrique el Navegante no despachó de nuevo otra expedición a la costa de África Occidental hasta una década más tarde (la de Alvise Cadamosto en 1455).